# Rhinite allergique
 Mise en garde médicale
La rhinite allergique est une affection médicale bénigne secondaire à une hypersensibilisation à une substance étrangère dénommée allergène. Son expression clinique est essentiellement la rhinite et la conjonctivite.
L'allergène peut être le pollen (dans le cadre du rhume des foins) mais aussi les acariens, ainsi que d'autres produits.

## Mécanismes
Il s'agit d'une réaction allergique faisant intervenir les IgE et les lymphocytes T helper de type 2. Le contact de la muqueuse nasale avec l'allergène provoque le relargage d'histamine, de leucotriènes, de prostaglandines.

## Statistiques
L'allergie est responsable des deux tiers des rhinites de l'enfant et d'un tiers de celles de l'adulte.
En France, plus de 30 % des adultes souffrent de rhinite allergique.
La prévalence dans l'enfance est en augmentation, bien que cela ne soit pas retrouvé partout dans le monde.
Les quatre-cinquièmes des rhinites allergiques débutent avant l'âge de 20 ans et l'incidence semble être maximale au début de l'adolescence. Elle atteint un peu plus fréquemment les garçons mais le ratio par sexe s'égalise à l'âge adulte. Elle tend à décroître avec l'âge.
La rhinite allergique est fréquente chez l'asthmatique et il est possible que la première favorise la seconde maladie, ou du moins, soit un facteur de risque.

## Causes
L'allergie semble être favorisée par différents facteurs. 
Une trop grande propreté, telle que décrite dans l'« hypothèse hygiéniste », pourrait favoriser l'apparition de phénomène allergique. 
Chez l'adulte, l'alcoolisme serait un facteur favorisant de rhinites.
Les allergènes peuvent être des poils d'animaux, des acariens, des poussières ou des pollens (on parle alors de pollinose, de rhinite allergique saisonnière, de rhume des foins).
Des études récentes montrent des causes plus complexes, synergiques, c'est-à-dire associant plusieurs facteurs :
- En (2019), des chercheurs se basant sur 1533 adultes de deux cohortes multicentriques (EGEA et ECRHS). n'ont pas observé de liens entre l'incidence de la rhinite et l'exposition chronique à 2 polluants communs (NO2 et/ou PM 2,5). L'incidence de la rhinite était ici définie comme la déclaration d'une rhinite lors du deuxième suivi (2011 à 2013) par des personnes n'en ayant pas déclaré lors du suivi précédent (2000 à 2007) ;  « aucune preuve cohérente d'une association » n'a été trouvée, mais les auteurs notent que leurs résultats différaient selon la ville, sans cependant qu'aucun modèle régional n'ait pu être mis en évidence pour aucun de ces deux polluants[11].

- En 2017 une étude sur les effets de deux polluants oxydants (O3 et NO2) sur du pollen en suspension (de platane ; Platanus x acerifolia s'est basée sur 3 techniques : immunoempreinte, spectroscopie photoélectronique infrarouge et rayons X[12]. La première a clairement mis en évidence un effet d'augmentation d'allergénicité du pollen[12]. Les deux autres ont montré que la composition élémentaire de surface de ce pollen avait (en 6 heures) changé sous l'effet de ces polluants communs. En outre, certains de ces changements dépendaient des polluants, et ils apparaissent à des niveaux de pollution inférieurs aux seuils réglementaires[12]. In vitro, six heures d'exposition à 0,061 ppm d'O3 : 0,025 ppm de NO2 et 0,060 et 0,031 ppm du mélange O3 + NO2 suffisent à induire des changements d'allergénicité du pollen, plus ou moins selon le polluant testé (gaz ou mélange de gaz)[12]. Ce travail a aussi montré qu'un même gaz oxydant (O3 ou NO2) peut interagir différemment selon l'allergène considéré[12]. Selon les auteurs, « lors de son voyage dans l'air, la paroi pollinique subit des modifications de ses composants induites par la pollution atmosphérique, ce qui peut compromettre la fonction pollinique »[12].

- En 2021, après avoir constaté que le pollen du cèdre du Japon contenait en moyenne 375 μg de plomb par kg dans une région du Japon, une étude a observé une corrélation entre pollinose et niveau de plomb dans le liquide intranasal. Chez 44 patients allergiques au pollen du cèdre du Japon, les niveaux de plomb dans le liquide intranasal étaient en moyenne 40% plus élevés que chez les sujets témoin, et ce uniquement durant la saison pollinique[13]. 
Une exacerbation des manifestations allergiques après exposition au plomb intranasal a également été observée chez les souris. L'étude conclut que « l'augmentation du niveau nasal de plomb partiellement dérivé du pollen pourrait exacerber les symptômes subjectifs de la rhinite allergique, indiquant que le plomb pourrait être un polluant atmosphérique à risque dans la rhinite allergique. »[13].

## Description
La rhinite se manifeste par un écoulement nasal clair pouvant conduire à une obstruction nasale. Elle est associée à des éternuements. L'association à une conjonctivite (yeux rouges qui pleurent et qui piquent) est fréquente.
L'évolution peut se faire vers un asthme ou favoriser l'apparition d'otites.
Les symptômes peuvent être suffisamment gênants pour altérer la qualité de vie à un niveau équivalent à celle de l'asthme, contrariant les activités sociales. Ils peuvent aussi dégrader les performances scolaires mais l'effet sédatif des médicaments antihistaminiques peut aussi jouer.
Une cause allergique à la rhinite doit être théoriquement démontrée par un test cutané (prick test) ou par la recherche d'immunoglobulines E spécifiques dans le sang. Cela est rarement nécessaire en cas d'allergie saisonnière, plus en cas de rhinite pérenne.

## Rhinite allergique saisonnière

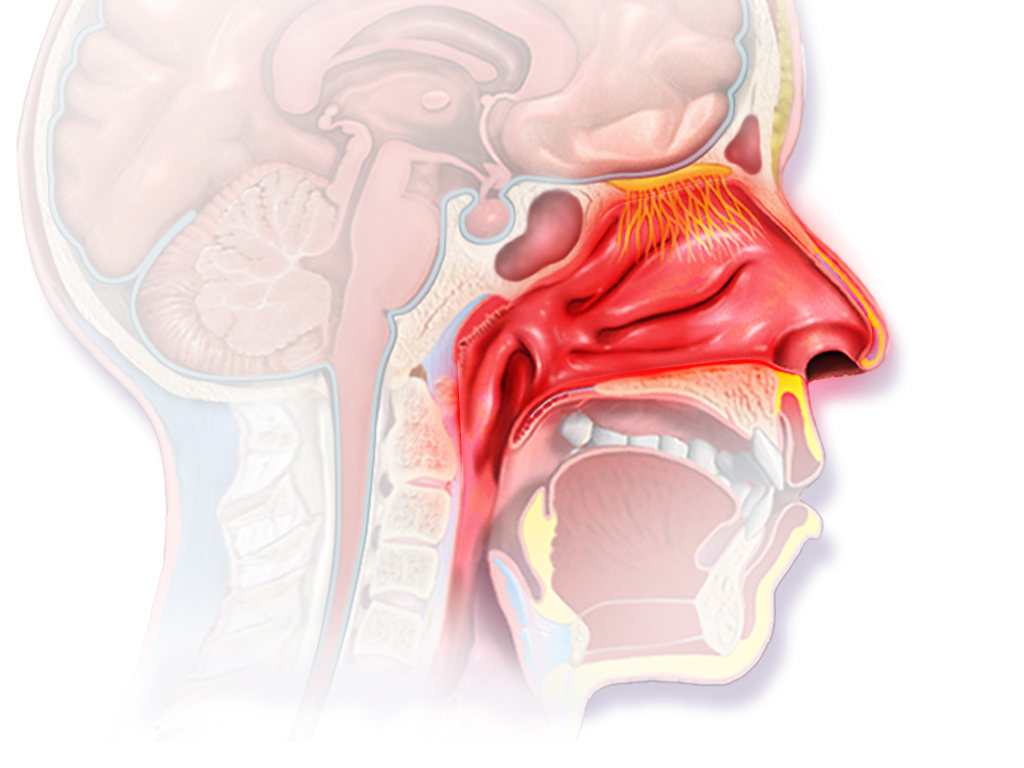
Rhinite allergique

La rhinite allergique saisonnière est appelée également pollinose, « rhinoconjonctivite allergique aux pollens », ou plus communément « rhume des foins ». Elle s'oppose aux rhinites dites « pérennes » qui sont, elles, provoquées par une substance allergisante non saisonnière (les acariens, par exemple).
Ses principales manifestations sont éternuements, rhinorrhée, obstruction nasale, démangeaisons nasales et oculaires, larmoiement. Ces symptômes surviennent à la suite d'une exposition à des pollens allergisants, dont la présence dans l'air est variable selon les saisons. En Europe occidentale, par exemple, il s'agit d'espèces comme le noisetier et l'aulne à la fin de l'hiver, suivis du bouleau, puis du chêne au printemps, des graminées en début d'été, de l'ambroisie et du plantain en fin d'été. Les conditions météorologiques influent également : la concentration en pollens dans l'air est plus élevée par temps chaud et sec.
La rhinite allergique saisonnière débute généralement dans l'enfance. Elle est rare après 65 ans.
L'asthme y est souvent associé (dans 20 % des cas environ). La rhinite allergique peut aussi être associée à une conjonctivite allergique ou à d'autres pathologies comme la sinusite ou l'otite.
Les examens complémentaires sont rarement nécessaires pour faire le diagnostic. Les tests cutanés ne sont utiles que si une désensibilisation est envisagée. Il existe aussi une rhinite allergique de longue durée, qui peut s'étaler sur plusieurs années, c'est dans ces cas-là que la désensibilisation est idéale.

## Traitements
Les traitements sont surtout symptomatiques : éviction si possible de l'allergène (même si les preuves de l'efficacité de cette éviction manquent dans le cas des acariens), cromoglicate de sodium en solution nasale (en collyre en cas de symptômes oculaires), corticoïdes locaux, antihistaminiques par voie orale ou nasale. L'irrigation nasale par une simple solution saline peut être efficace. Les corticoïdes nasaux (comme le furoate de fluticasone) s'avèrent être plus efficaces que les antihistaminiques oraux, les premiers n'agissant cependant pas sur les conjonctivites associées. Les antagonistes aux leucotriènes sont d'efficacité comparable aux antihistaminiques. Les corticoïdes en intramusculaire ne sont pas dénués d'effets secondaires, parfois graves.
La désensibilisation consiste à administrer un allergène de façon continue sur plusieurs mois ou années, de façon croissante. Administrée par voie sous-cutanée, la désensibilisation a prouvé son efficacité, mais au prix parfois d'effets indésirables (réactions locales aux points d'injection, urticaire), parfois grave (bronchospasme, angio-œdème, asthme, réaction anaphylactique), nécessitant une surveillance d'environ une heure après chaque injection. Elle a également une certaine efficacité dans la prévention de l'évolution vers une maladie asthmatique. L'administration par voie sublinguale (lyophilisats) est une technique efficace dans l'allergie pollinique mais semble plus discutée dans les autres types d'allergie.
Le pollen de phléole des prés (Grazax⁰) est un traitement utilisable par voie orale, non remboursé par la sécurité sociale. Un traitement de quatre mois est nécessaire pour un gain de quatre jours de confort. Il n'existe par ailleurs pas d'essais comparatifs avec la désensibilisation par voie sous-cutanée. Deux tiers des patients ont présenté des effets indésirables à la suite de ce traitement[source insuffisante].
L'acupuncture semble avoir une efficacité limitée.